# Piz Madlain
Piz Madlain är en bergstopp i Schweiz.   Den ligger i regionen Engiadina Bassa/Val Müstair och kantonen Graubünden, i den östra delen av landet, 220 km öster om huvudstaden Bern. Toppen på Piz Madlain är 3 099 meter över havet, eller 733 meter över den omgivande terrängen. Bredden vid basen är 7,6 km.
Terrängen runt Piz Madlain är bergig åt nordväst, men åt sydost är den kuperad. Runt Piz Madlain är det glesbefolkat, med 10 invånare per kvadratkilometer.. Närmaste större samhälle är Scuol, 6,8 km norr om Piz Madlain. 
Trakten runt Piz Madlain består i huvudsak av gräsmarker.